# Hauptfeuerwache (München)

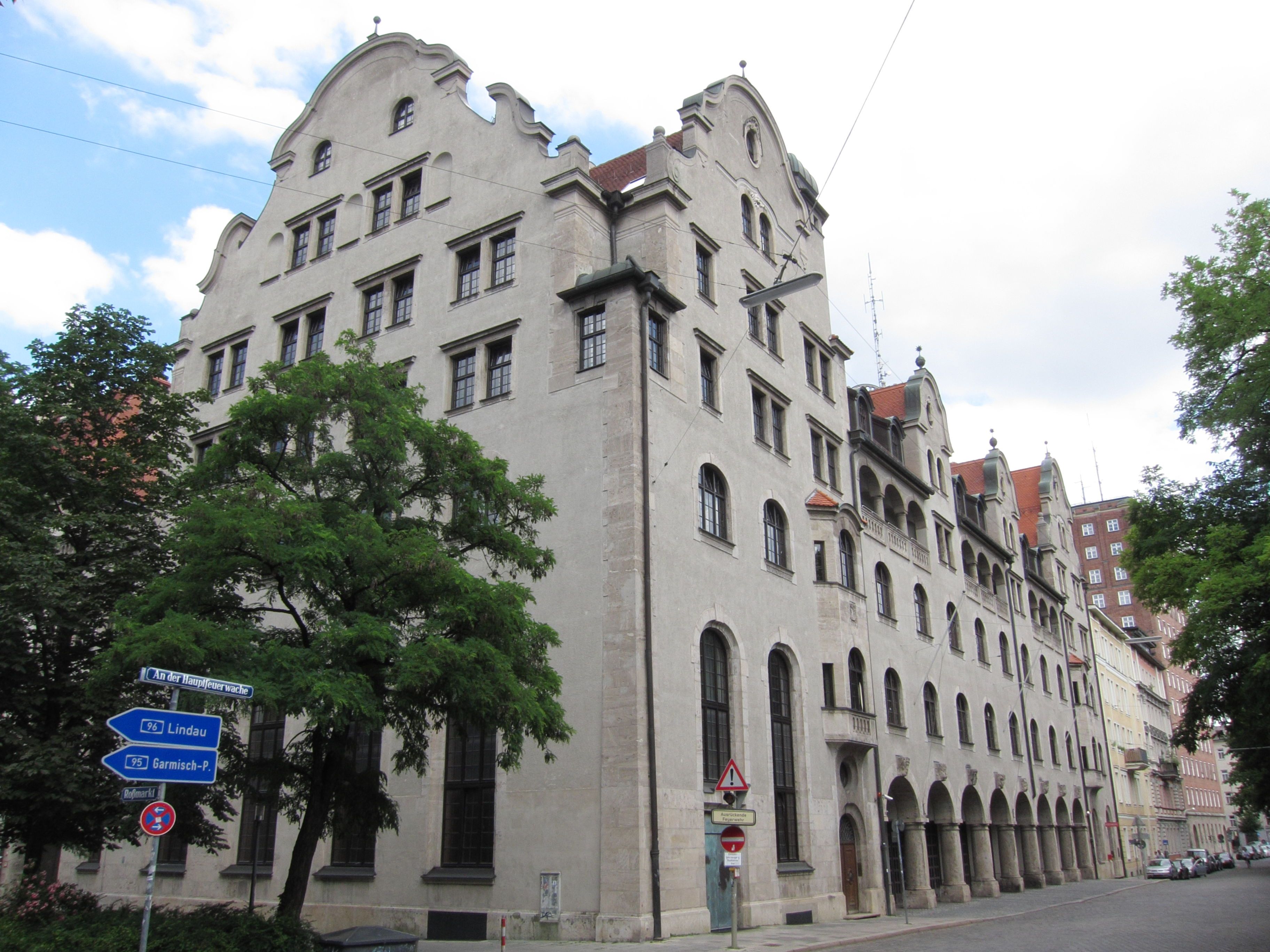
Hauptfeuerwache in München

Die Hauptfeuerwache in München, auch Hauptfeuerhaus oder Zentralfeuerhaus genannt, ist ein Feuerwehrhaus der Feuerwehr München. Sowohl das Hauptgebäude als auch ein kurz nach diesem errichtetes Nebengebäude sind als Baudenkmäler in die Bayerische Denkmalliste eingetragen.

## Lage
Die Hauptfeuerwache liegt an der nach ihr benannten Straße „An der Hauptfeuerwache“, Ecke Roßmarkt, im Süden des Angerviertels in der Münchner Altstadt im Stadtbezirk Nr. 1 Altstadt-Lehel. Die Straße führte als „Mühlgasse“ direkt innerhalb der Stadtmauer vorbei. Nach dem Abriss der Mauer wurde sie zu einem Teilstück der zwischen Angertor und Sendlinger Tor durch eine Grünanlage in zwei Fahrbahnen getrennten Blumenstraße, bis sie 1995 nach der Hauptfeuerwache benannt wurde.
In der heute noch enthaltenen Grünanlage liegen der Hauptfeuerwache gegenüber die altkatholische Kirche St. Willibrord und südöstlich davon das Münchner Marionettentheater.

## Geschichte
Das 1795 am Sankt-Jakobs-Platz errichtete Hauptfeuerhaus der Stadt München war im Verlauf des 19. Jahrhunderts zu klein für die wachsende Stadt geworden. Daher wurde nach dem Abriss des früheren Freudenhauses 1902 bis 1904 die jetzige Hauptfeuerwache am Roßmarkt am südlichen Rande der Altstadt errichtet. Der Entwurf stammte von dem damaligen Bauamtmann und TH-Professor Carl Hocheder, die Ausführung folgte unter seinem Amtsnachfolger, dem städtischen Baurat Robert Rehlen. Dabei wurden einige durch geänderte Eigentumsverhältnisse bedingte Änderungen des Grundrisses durchgeführt.
Ursprünglich bestanden die Löschzüge aus Pferdegespannen. Die Stallungen der Pferde lagen direkt hinter der Wagenhalle. Bei einem Alarm wurden die Stalltüren elektrisch entriegelt, die dressierten Pferde liefen von selbst zu den Fahrzeugen und wurden dank einer neuartigen Aufhängevorrichtung ihrer Geschirre in wenigen Sekunden angeschirrt. So konnten die Löschfahrzeuge in weniger als einer Minute nach Eintreffen des Alarms ausrücken.

## Architektur

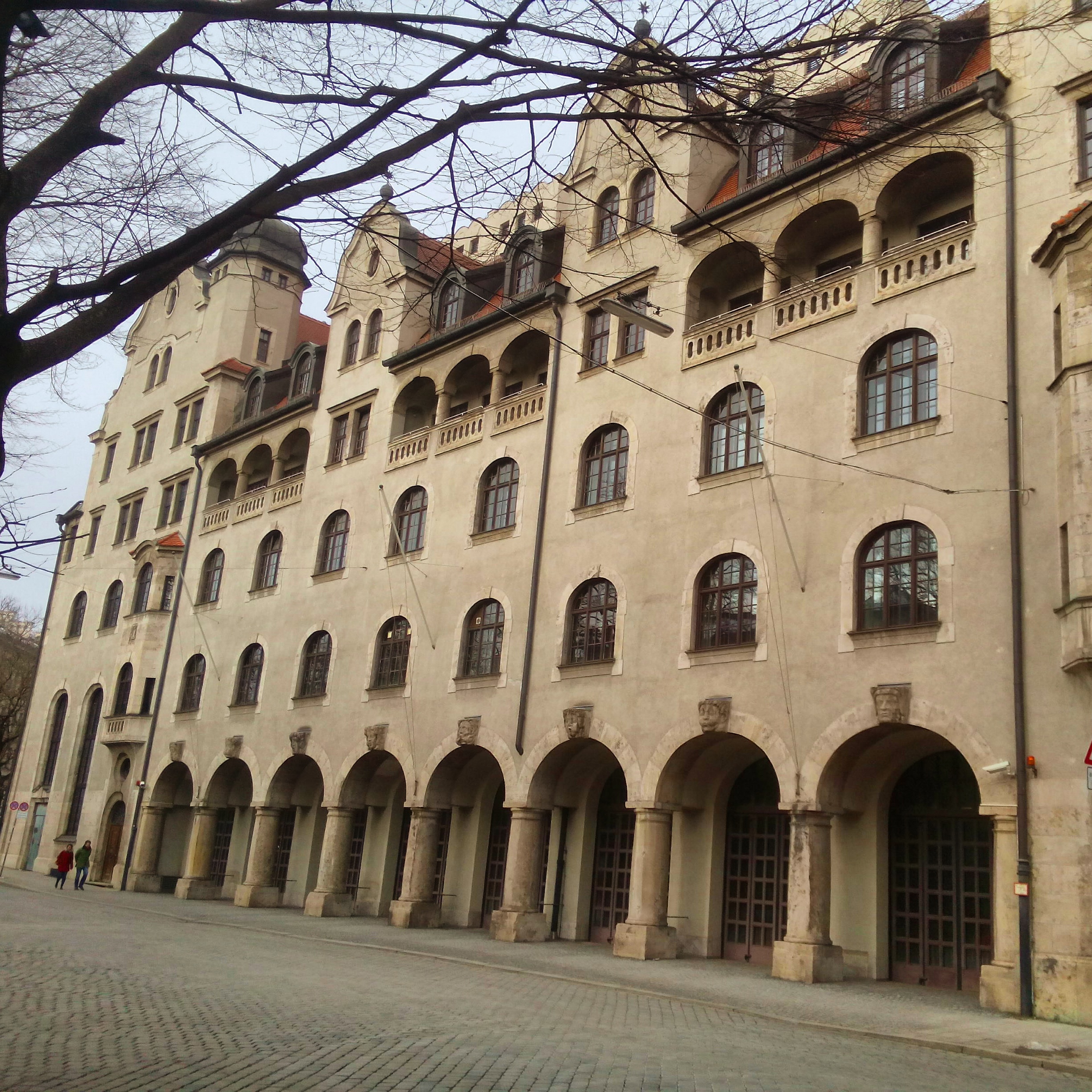
Fassade An der Hauptfeuerwache

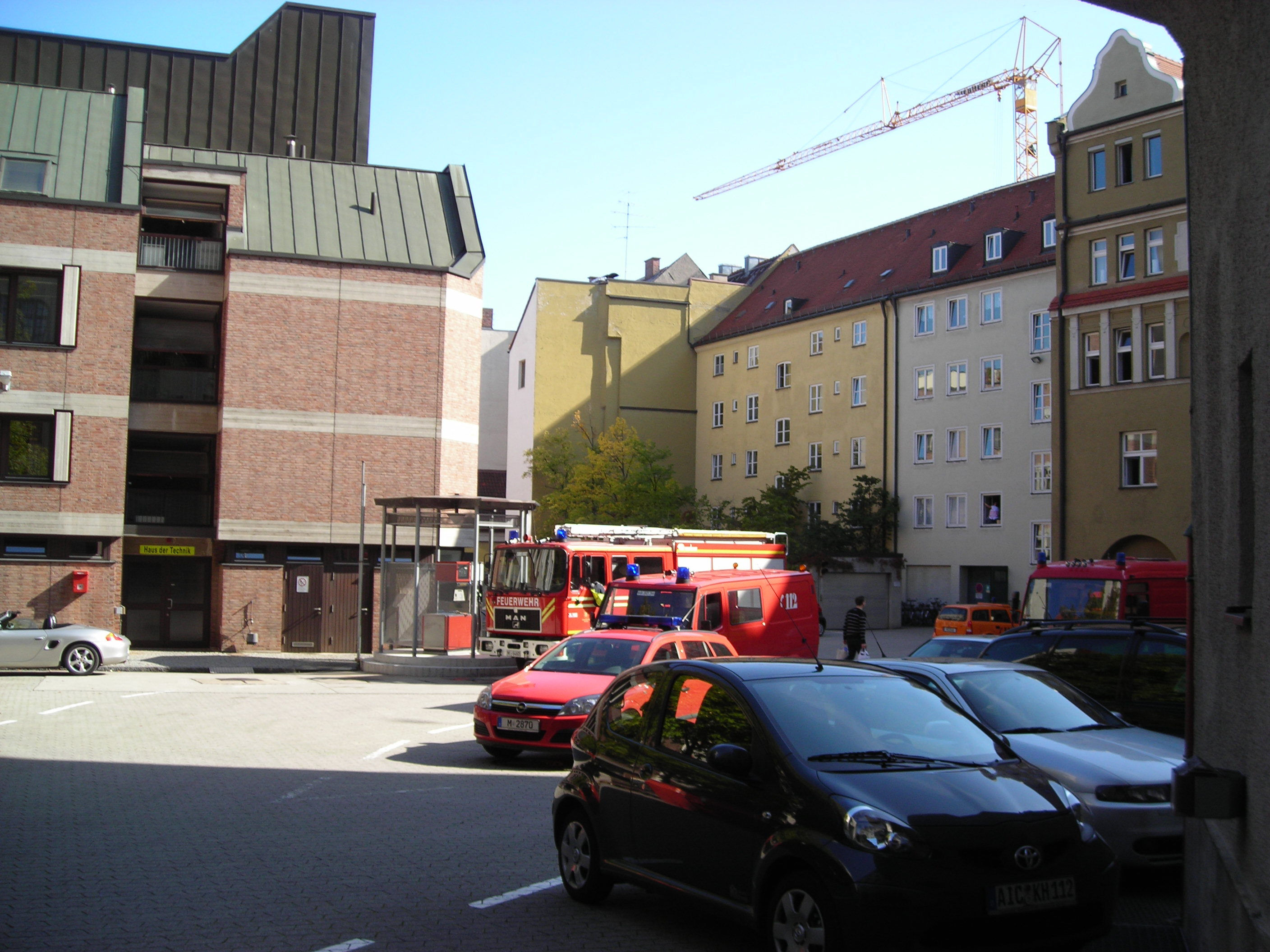
Innenhof der Hauptfeuerwache

Die Hauptfeuerwache ist ein viergeschossiges Gebäude im Stil der Neorenaissance. Die Längsseite hat im Erdgeschoss einen achtbogigen Arkadengang, dessen Arkaden von kräftigen toskanischen Säulen getragen werden. Hinter den Arkaden liegen große rundbogige Torausfahrten für die Feuerwehrfahrzeuge.
Die Fassade der drei unteren Geschosse ist flächig gehalten mit nur flachen Umrahmungen der Rundbogenfenster und Arkaden. Die obere Zone ist stärker gegliedert: Im dritten Obergeschoss wechseln dreibogige Loggien mit rechteckigen Doppelfenstern, im vierten Obergeschoss Dachgauben mit Zwerchgiebeln. Die beiden Enden der Längsseite und die Querseite am Roßmarkt zeigen siebengeschossige Schweifgiebel.
Das hohe, mehrgeschossige Satteldach trägt an seiner Ostseite eine ovale Dachlaterne mit Glasdach und großen ovalen Fenstern auf der Nord-, Ost- und Südseite. Zwei weitere Lichtschächte sind schräg mit Glas gedeckt.
An der Rückseite des Gebäudes führt ein schräger Verbindungstrakt zu einem 1906–1907 entstandenen Erweiterungsgebäude am Unteren Anger 8/9. Ein schmales dreigeschossiges und dreiachsiges Verbindungsgebäude am Roßmarkt stellt den Anschluss an das benachbarte barocke, ab 1774 entstandene Neue Landschaftsgebäude her. Eine Tordurchfahrt führt von hier in den Innenhof der Hauptfeuerwache.
Der größte Innenraum ist die Gerätehalle hinter dem Arkadengang im Erdgeschoss. Er ist als dreischiffige, achtjochige Halle mit zwei Reihen massiver Säulen und Kreuzgratgewölbe ausgeführt. Hier stehen die einsatzfertigen Feuerwehrfahrzeuge zur Ausfahrt bereit.
Im Ostende des Baus liegt ein ovales Treppenhaus, das Licht über die Dachlaterne empfängt. Im Westende befindet sich eine zweigeschossige Turnhalle, die von außen an den sich über zwei Geschosse erstreckenden Rundbogenfenstern erkennbar ist.

## Nutzung
Die Hauptfeuerwache ist als Feuerwache 1 eine von zehn Feuerwachen der Feuerwehr München. Die Hauptfeuerwache verzeichnet die meisten Einsätze aller zehn Münchner Wachen. In dem Dienstgebäude sind auch die Dienststellenleitung, der Direktionsstab und die fünf Abteilungen der Branddirektion untergebracht.
In dem Gebäude wurde das Münchner Feuerwehrmuseum eingerichtet und 1979 anlässlich des 100-jährigen Bestehens der Berufsfeuerwehr München eröffnet.
Weiteres zur Nutzung siehe unter Feuerwehr München#Feuerwache 1 – Hauptfeuerwache/Branddirektion